# La decisió (pel·lícula de 2019)
La decisió (títol original en anglès, Blackbird) és una pel·lícula dramàtica estatunidenca del 2019 dirigida per Roger Michell i escrita per Christian Torpe. És una nova versió de la pel·lícula danesa del 2014 Stille Hjerte, també escrita per Torpe. És protagonitzada per Susan Sarandon, Kate Winslet, Mia Wasikowska, Lindsay Duncan, Rainn Wilson, Bex Taylor-Klaus i Sam Neill. Una família de tres generacions es reuneix durant un cap de setmana per acomiadar-se de la matriarca Lily, que pateix una malaltia incurable. Amb l'ajuda del seu marit Paul, la Lily opta per l'eutanàsia quan s'acabi el cap de setmana. Però a mesura que s'acosta el final, a les dues filles se'ls fa més difícil de gestionar la situació, i els vells conflictes tornen a sorgir. S'ha doblat i subtitulat al català.
La decisió es va exhibir per primer cop al Festival Internacional de Cinema de Toronto el 6 de setembre de 2019. Es va estrenar als cinemes el 18 de setembre de 2020 amb la distribució de Screen Media Films.